# Дёрбек, Франц Бурхард

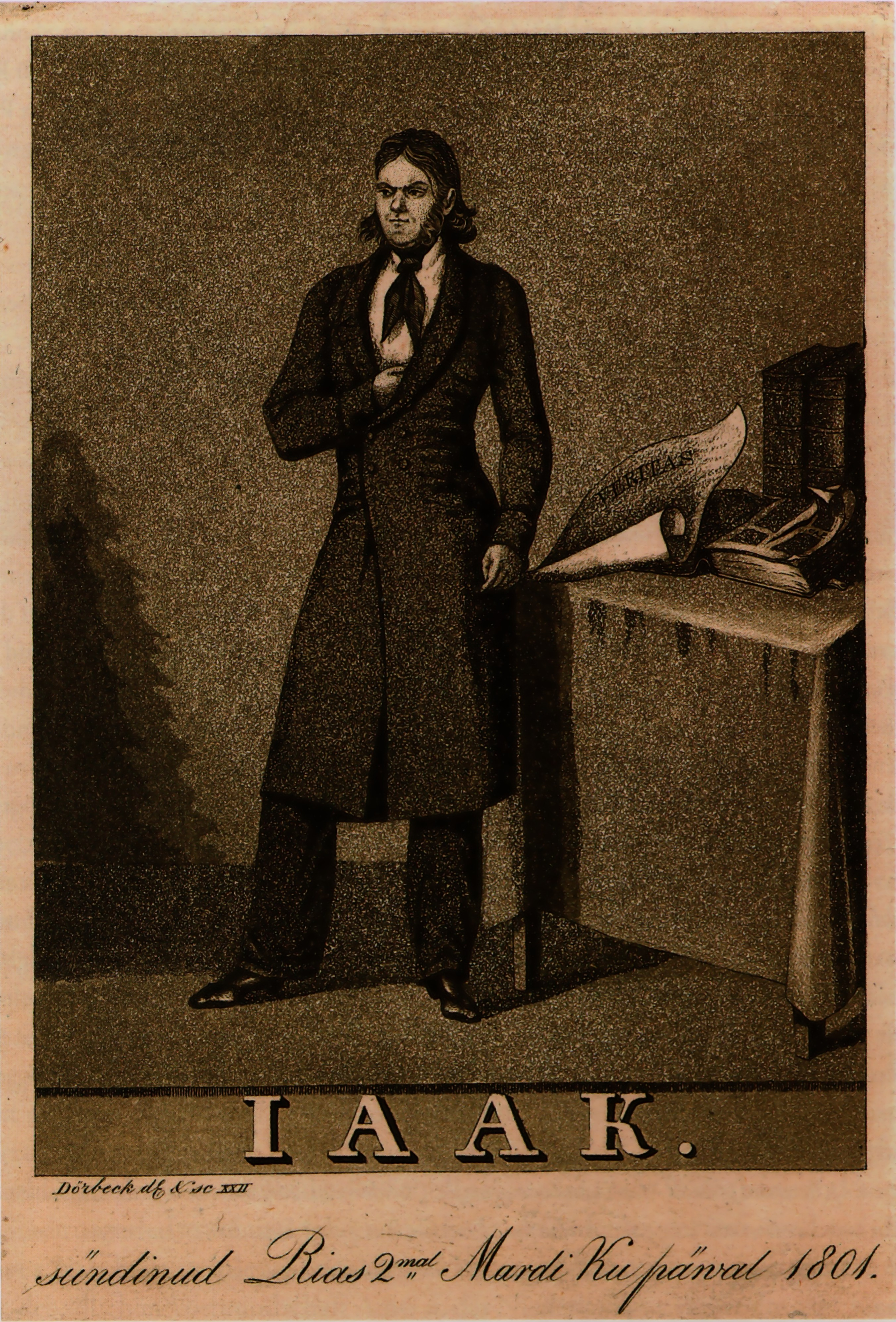
Портрет эстонского поэта Кристьяна Яака Петерсона. 1822 г.

Франц Бурхард Дёрбек (Дербек) (нем. Franz Burchard Dörbeck; 10 февраля 1799, Феллин, Лифляндская губерния, Российская империя (ныне Вильянди, Эстония) — 20 сентября 1835, там же) — немецкий художник-график и карикатурист, книжный иллюстратор.

## Биография

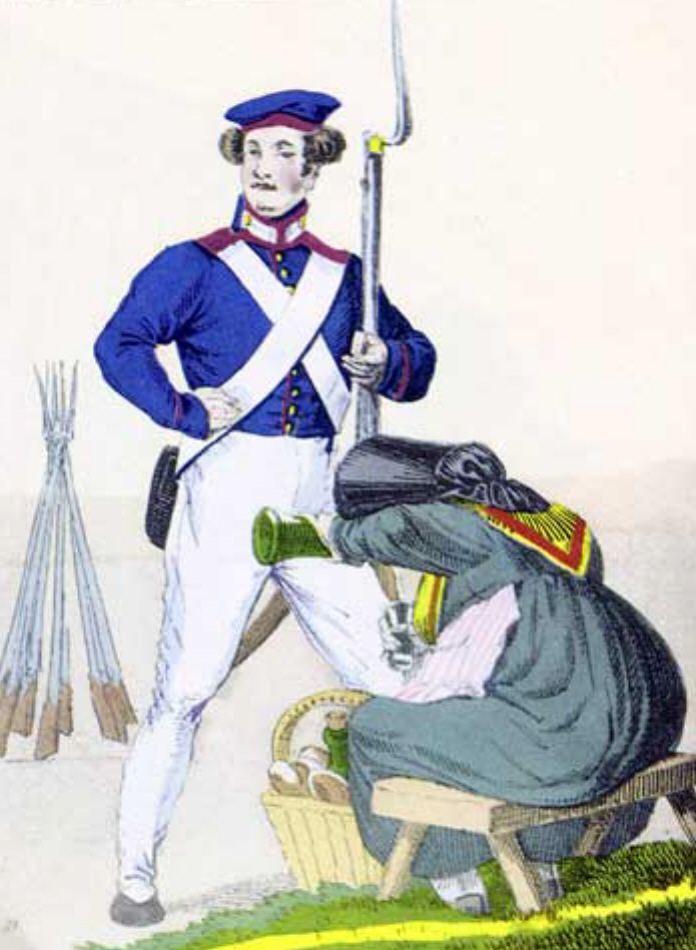
Прусский пехотинец. 1830 г.

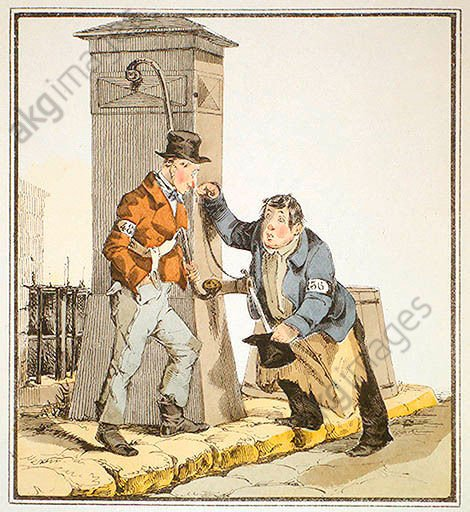
Сценка у фонтана. 1831 г.

Прибалтийский немец. Родился в семье портного. Получил хорошее образование.
С 1814 по 1816 год Ф. Дёрбек изучал искусство живописи, графики и гравюры в Санкт-Петербурге под руководством Фрица Нейера. Через год получил работу в качестве гравёра в экспедиции государственных ценных бумаг в Санкт-Петербурге. Женился в Петербурге, но его жена умерла через шесть недель брака. После её преждевременной смерти Ф. Дёрбек отправился в Ригу, где занялся активной творческой деятельностью, создав первый портрет в 1820 году. Женился во второй раз.
В 1823 году Ф. Дёрбек переехал в Германию и поселился в Берлине, где продолжил работу в качестве графического художника, гравёра и иллюстратора книг. Получил известность, благодаря своим карикатурами, которые помещались на страницах немецких журналов и газет.
Умер в 1835 году в родном городе.

## Творчество
Автор многих иллюстраций в исторических и медицинских изданиях, различных цветных литографий, рисунков тушью, юмористических сценок из жизни берлинских жителей, студентов, дельцов и сценок из уличной жизни. Ему принадлежат портреты богослова Жана Кальвина, писателя Карла Теодора Кёрнера, инициатора Реформации Мартина Лютера, эстонского поэта Кристьяна Яака Петерсона, а также автопортреты.
В эстонской культурной истории Ф. Дёрбек известен как автор единственного сохранившегося портрета основателя современной эстонской поэзии Кристьяна Яака Петерсона.
Ф. Дёрбек награвировал две картинки для книги «Путешествие в Персию в 1812—1813 гг.» Друвиля (Москва, 1826 г.).

## Память
- В 1960-х годах одна из улиц в берлинском районе Шпандау была названа в его честь — Дёрбеквег.